# 音つばめ
音つばめ（おとつばめ）は、1978年から1986年にかけて活動していた日本のフォークグループ。

## 概要・来歴
花岡優平・花岡茂兄弟と久保豊の3名で結成、1978年にデビュー。花岡優平と久保は同級生。シングル「愛の終りに」を最後に久保は脱退し、根岸一博が加入する。1986年8月に解散。その後は、花岡優平は作詞家・作曲家として活動、花岡茂は音楽事務所を経営、2009年3月に優平・茂兄弟で「花岡ブラザーズ」を結成する。2010年7月のコンサートでは、根岸一博を迎え１夜限りの復活をした。

## メンバー
- 花岡優平 （リーダー・ボーカル）
- 花岡茂 （ベース、ボーカル）
- 根岸一博 （ギター、ボーカル）

旧メンバー
- 久保豊（ギター、ボーカル）

## 作品

### シングル
- シナリオ-台詞集-
- 思い出に変わる時
- ふり返れば今
- ロンリーナイト・東京
- 愛の終りに
- 鏡に一人ごと
- 哀愁のセレナーデ
- 恋ごころ
- 乙女椿

### アルバム
- 音つばめⅠ
- 愛の終りに 音つばめⅡ
- 音つばめⅢ 哀愁のセレナーデ
- 恋ごころ
- CALL